# 二氰胺钠
二氰胺钠是一种无机化合物，化学式为NaN(CN)2。它可由氨基氰与氯化氰和氢氧化钠反应得到。它是无色至浅黄色固体，有两种晶型，33 °C以下以单斜晶系存在，空间群P21/n；在此温度之上为正交晶系晶体，空间群Pbnm。